# Gornja čeljust
Gornja čeljust (lat. maxilla) je velika parna kost u središnjem dijelu lica.

## Tijelo
Tijelo gornje čeljusti (lat. corpus maxillae) ima oblik trostrane piramide, pa se na njemu razlikuju: tri strane, baza i vrh.
Prednja strana tijela usmjerena je naprijed i prema vani. U njenom gornjem dijelu se nalazi podorbitalni otvor kroz koji izlaze istomene krvne žile i živci.